# Rogovilar
Rogovilar ali kentuckyjski kavovec (znanstveno ime Gymnocladus dioicus) je listopadno drevo iz družine metuljnic.

## Opis
Znanstveno ime tega drevesa izvira iz grške besede gymnós, ki pomeni »gol« in kládos, ki pomeni »veja«, nanaša pa se na dejstvo, da drevo zgodaj v jeseni odvrže vse liste, olista pa se šele pozno spomladi. Slovensko ime je drevo dobilo po značilnih navzgor raščenih vejah, ki tvorijo rogovile. Skorja drevesa je temno siva in globoko razpokana z luskasto površino. Vejice so v mladosti porasle z rdečkastim puhom.
Krošnja drevesa, ki zraste preko 30 metrov visoko je široka in okrogla, listi pa so izmenični in razdeljeni na od 3 do 7 jajčastih ali ovalnih koničastih lističev, ki so sprva kosmati, kasneje pa gladki. Celi listi so izjemno veliki, saj dosežejo do 90 cm v dolžino in 45 cm v širino. 
Rogovilar ima drobne eno ali dvospolne cvetove, ki so združeni v zelenkasto socvetje, oplojeni pa se razvijejo v do 25 cm dolge in do 5 cm široke stroke, ki ostanejo na drevesu celo zimo. V strokih so semena, ki so jih včasih uporabljali kot kavni nadomestek, zaradi česar se je drevesa oprijelo tudi ime kentuckyjski kavovec. 

## Razširjenost in uporabnost
Drevo je samoniklo v osrednjem in vzhodnem delu ZDA, severozahodno od gorovja Aligeni. Razmnožuje se s semeni ali koreninskimi poganjki, uspeva pa v skoraj vseh pogojih in prenese tudi hude zime. 
Les je svetlorjave barve, težak in trpežen ter dolgo zdrži v zemlji, zaradi česar so ga v preteklosti veliko uporabljali v gradbeništvu.

## Galerija
- Lišće (Gymnocladus dioicus)
- List (Gymnocladus dioicus)
- Drevo (Gymnocladus dioicus)
- Kora (Gymnocladus dioicus)